# Lesní Jakubov
Lesní Jakubov (in tedesco Jakobau) è un comune della Repubblica Ceca facente parte del distretto di Třebíč, nella regione di Vysočina.